# Stadio San Nicola
Stadio San Nicola – wielofunkcyjny stadion znajdujący się w mieście Bari we Włoszech.
Swoje mecze rozgrywa na nim zespół AS Bari. Jego pojemność wynosi 58 270.